# Beomeosa (tempel)

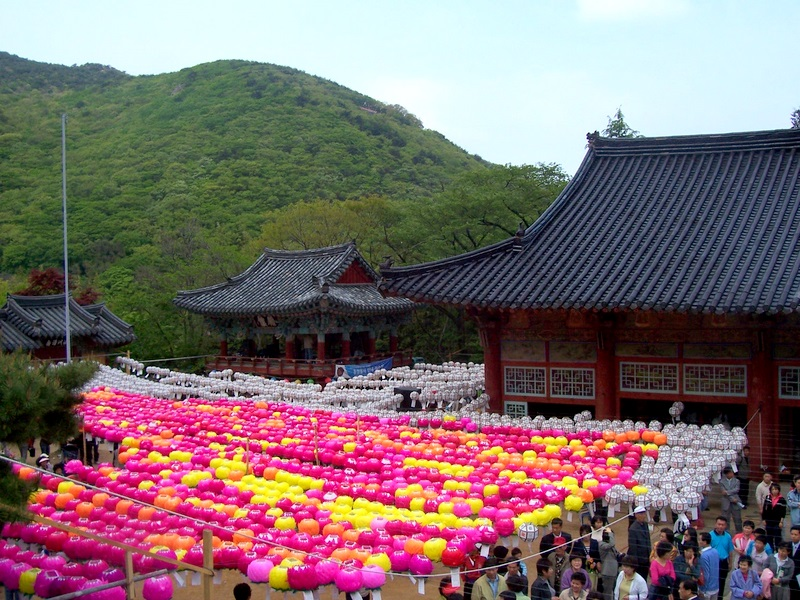
Een tempel van het complex

Beomeosa is de hoofdtempel van de Jogye-order van het Koreaanse boeddhisme. De tempel is gelegen in het noordelijke stadsdeel Geumjeong-gu in Busan, Zuid-Korea. Beomeosa werd in 678 opgericht onder het Silla bewind. In 1592 brandde het complex af bij de Japanse invasies van Korea. Bij de herbouw in 1602 werd het complex wederom verwoest door brand. In 1613 werd het complex opnieuw herbouwd, het hoofdgebouw (Daeungjeon) en de toegangspoort (Iljumun) dateren uit deze tijd.

## Indeling
Het tempelcomplex omvat vele gebouwen en objecten die zijn aangemerkt als officieel nationaal erfgoed.

## Naam
Beom(범;梵) = nirvana - eo(어;魚) = vis - sa(사;寺) = tempel

## Bereikbaarheid
De tempel is te bereiken met de metro van Busan (lijn 1), metrostation Beomosa (halte 133) en bij het busstation op 200 meter lopen bus 90 nemen.